# 61-es busz (Salgótarján)
A 61-es busz egy salgótarjáni buszjárat, amely Zagyvaróna, Mátyás király út és Camping telep között közlekedik. Menetideje 20 perc, szóló és csuklós buszok vegyesen közlekednek

## Története
A járat 1981. október 5-én indult M6A jelzéssel a Beszterce-lakótelep és a Salgói Kapu között, kezdetben gyorsjáratként.

## Útvonala
| Campingtelep felé: | Zagyvaróna, Mátyás Király út felé:                                                                                             |
| --- | --- |
| Zagyvaróna, Mátyás Király út – Őrhegy út – Zagyva út – Tarjáni út – Salgó út – Füleki út – Camping út – Camping telep | Camping telep – Camping út – Füleki út – Salgó út – Tarjáni út – Zagyva út – Mátyás Király útja – Zagyvaróna, Mátyás Király út |

## Megállóhelyei
| 61 (Camping telep – Zagyvaróna) |                              |          |                                                                          |                                                         |
| Perc (↓)                        | Megállóhely                  | Perc (↑) | Megállóhelyet érintő járatok                                             | Fontosabb létesítmények                                 |
| 0                               | Camping telep                | 20       | 6, 36, 61, 63, 63S                                                       |                                                         |
| 1                               | Strandfürdő                  | 19       | 6, 11, 11A, 11B, 19, 36, 61, 63, 63S, 113                                | Városi Strandfürdő, Strandkézilabda pálya               |
| 2                               | Beszterce-lakótelep          | 18       | 6, 11, 11A, 11B, 19, 36, 61, 63, 63S, 113                                |                                                         |
| 3                               | Béketelep                    | 17       | 6, 11, 11A, 11B, 19, 36, 61, 63, 63S, 113                                |                                                         |
| 4                               | Élelmiszerbolt               | 16       | 6, 11, 11A, 11B, 19, 36, 61, 63, 63S, 113                                |                                                         |
| 5                               | Rendelőintézet               | 15       | 6, 7, 7A, 7B, 11, 11A, 11B, 19, 27A, 36, 61, 63, 63S, 113                | Rendelőintézet                                          |
| 6                               | Szent Lázár Kórház           | 14       | 6, 7, 7A, 7B, 11, 11A, 11B, 19, 27A, 36, 61, 63, 63S, 113                | Nógrád Vármegyei Szent Lázár Kórház                     |
| 8                               | Salgó út                     | 12       | 1, 1U, 6, 7, 7A, 7B, 11, 11A, 11B, 13, 14, 19, 27A, 36, 46, 63, 63S, 113 |                                                         |
| 9                               | Acélgyári úti iskola         | 11       | 1, 1U, 13, 14, 61                                                        | Salgótarjáni Általános Iskola Petőfi Sándor Tagiskolája |
| 10                              | Kohász Művelődési Központ    | 10       | 1, 1U, 13, 14, 61                                                        | Kohász Művelődési Központ, Acélgyár                     |
| 11                              | Salgói kapu                  | 9        | 1, 1U, 13, 14, 61                                                        |                                                         |
| 12                              | Művésztelep                  | 8        | 1, 1U, 13, 14, 61                                                        |                                                         |
| 13                              | Köztemető                    | 7        | 1, 1U, 13, 14, 61                                                        | Újköztemető                                             |
| 14                              | Pintértelep                  | 6        | 1, 1U, 13, 14, 61                                                        |                                                         |
| 15                              | Tarjáni út 1.                | 5        | 1, 1U, 13, 14, 61                                                        |                                                         |
| 16                              | Erőmű                        | 4        | 1, 1U, 13, 14, 61                                                        | Vízválasztó Hőerőmű                                     |
| 17                              | Rónai elágazó                | 3        | 1, 1U, 13, 14, 61                                                        |                                                         |
| 18                              | Zagyvaróna, Sallai út        | 2        | 1, 1U, 13, 14, 61                                                        |                                                         |
| 19                              | Zagyvaróna, községháza       | 1        | 1, 1U, 13, 14, 61                                                        | Bátki József Közösségi Ház                              |
| 20                              | Zagyvaróna, Mátyás Király út | 0        | Salgótarján tömegközlekedése                                             |                                                         |

## Közlekedés
A 61-es buszok csak hétköznap közlekednek. A Camping telepi végállomásról iskolai előadások napján 6:35-kor és 16:05-kor indul, Zagyvarónáról 16:35-kor és 7:05-kor szintén iskolai előadások napján. A Camping telepről 15:40-kor induló járat munkanapokon tanítási szünetben is közlekedik.

## Külső hivatkozások
- Valós idejű utastájékoztatás Archiválva 2018. augusztus 21-i dátummal a Wayback Machine-ben